# Anna Maria Fàbregas Ibáñez
Anna Maria Fàbregas Ibáñez (Barcelona?, segle XX) és una exjugadora de tennis de taula catalana.
Membre del Club de 7 a 9, amb el qual es proclamà campiona de la Lliga i el Campionat d'Espanya per equips el 1979, juntament amb Montserrat Sanahuja i Pilar Gargallo. També, aconseguí el Campionat estatal de dobles (1978), fent parella amb Pilar Gargallo.